# 新疆民族衝突
新疆民族冲突牽涉漢人、回人、維吾爾人等。自從18世紀清朝統治新疆時多場「平定戰爭」即埋下伏線，其間最大型衝突是同治新疆回变的民族仇殺，1869年左宗棠在收复新疆时觀察到「漢回搆釁既深，（互相）見則必殺」，回变戰亂時漢回彼此姦淫婦女。中華民國抗日戰爭期間，蘇聯藉機策劃伊宁事变扶植傀儡政權“東突厥斯坦共和國”，在控制區内“杀回灭汉”。1949年以來新疆民族政策多次更迭，諸如维吾尔族身份的政策和反恐政策。维吾尔人與新疆生产建设兵团和盲流而來的汉人並不聚居，彼此隔漠而猜忌。1967年文化大革命期間，各民族的傳統習俗因「落後封建」被批鬥，加深民族矛盾。計劃經濟時期壓低了各民族經濟差距，1979年改革開放後勞動力的市場競爭令民族經濟差距浮上水面，2003年起民考民的少数民族学生就業困難，埋下了社會不穩。極端宗教從阿富汗等流入。1980-2016年，新疆恐怖活動幾乎年年發生。習近平2012年出任中共中央總書記執政後，開始加大反恐力度和建立“新疆再教育營”，又加強宗教中國化，官方指目的是反恐和幫助就业，期間傳出強制絕育和避孕、性侵犯、放棄伊斯蘭教習俗等指控，惹來種族滅絕的批評。

## 编年

### 中华人民共和国建立前后
1942年，与苏联关系密切的“新疆王”盛世才投靠国民政府，此举触怒苏联政府，开始直接煽动新疆哈萨克、维吾尔等少数民族叛乱。1944年，苏联成功策劃了伊寧事變，扶植“東突厥斯坦第二共和國”掌握着今伊犁哈薩克自治州轄域的实际统治权。后“三区”势力与苏联支持的中国共产党合流。1949年9月新疆和平解放，随即被10月成立的中華人民共和國納入统治。
1950年代初，在新疆的反叛势力主要是中华民国政府的残余军事力量和泛突厥主义、伊斯蘭組織。1950年阿不都拉大毛拉在伊犁秘密建立大突厥主义伊斯兰党。伊犁组负责人热合曼诺夫，密谋叛乱。被粉碎。8月18日，昭苏县暴乱被击溃，1951年10月28日，马力克阿吉暴乱，1952年2月，大突厥主义伊斯兰党被剿灭。1950年代，在伊犁、昭苏、和田、墨玉、洛浦、英吉沙等地发起16次含有宗教成分，以新疆獨立为目的之武装起事。效忠中华民国政府的烏斯滿·巴圖爾及其亲信在新疆东部组建新疆反共复国军，1952年被镇压。
中华人民共和国政府通过1950年代的新疆剿匪，以军事手段消灭了大部分反叛势力，中华民国政府在新疆的残余军事力量被清除。此后，最引人关注的反叛势力是与東突厥斯坦獨立運動相关的组织，他们反對中华人民共和国政府对新疆的统治。1954年至1957年阿不都依米提大毛拉秉承境外穆罕默德·伊敏旨意在南疆5次暴乱。1954年12月27日、28日两天，暴乱分子以帕提丁为首，利用伊斯兰教做掩护，带领200多维吾尔穆斯林集体抱经宣誓，发动圣战，随后分发武器。12月31日晚间阿卜都依米提大毛拉、帕提丁领导伊斯兰政府联盟委员会300多人袭击墨玉县劳改农场，打死农场指导员1人、班长1人、战士7人，抢夺了部分武器和一辆汽车，砸开监狱牢门，煽动犯人参加暴乱或逃跑，进攻和田县城。他们派人串联，图谋扩大。新疆政府采取政治瓦解和武装围剿相结合的方针，仅在两天内就平息了暴乱。1956年3月9日墨玉暴乱，200多人袭击新疆生产建设兵团第三团；3月11日500多人袭击墨玉区委、区公所、部队等，杀死1名中国人民解放军士兵。4月英吉沙县暴乱。阿不都依米提大毛拉策动弟子阿不都•卡德尔哈日与策勒县的艾伯都拉哈日准备暴乱。预备会上打出东突厥斯坦伊斯兰共和国旗号，选举阿不都•卡德尔哈日为主席兼临时总司令，艾伯都拉哈日为副主席和副司令；宣布了21条组织纲领，制定计划。5月4日洛浦暴乱。凌晨，阿不都•卡德尔哈日和艾伯都拉哈日纠集260余人，煽动裹胁1300余人，呼喊着“东突厥斯坦伊斯兰共和国万岁”口号，持凶器冲击洛浦县四区区政府，抢劫粮站和物资仓库，割断了通往县城的电话线，分三路进攻洛浦县城。和田地区政府派公安部队前往平叛，击毙19人、击伤12人，抓获阿不都•卡德尔哈日，逮捕20名首要分子，100多名被裹胁者自首，交出冲锋枪、手枪、土枪各1枝及各类凶器10多件，暴乱被平息下去。5月24日莎车暴乱，暴乱分子谋求建立东突厥斯坦政府，编唱东突厥斯坦国歌，并袭击当地公安民警，遭到强力镇压。1957年4月和田暴乱。1959年，几位维吾尔族妇女向政府报告阿不都依米提可疑行踪，公安在地窖中逮捕阿不都依米提。1950年至1956年有131名阿吉由境外回到和田，其中11人负有间谍任务，有明确的目的和纲领。所有暴乱的目的都是要推翻中华人民共和国对新疆的统治，建立东突厥斯坦伊斯兰共和国。阿不都依米提大毛拉公开宣称伊斯兰共和国政府委员会主席暂时由他代理，将来成功后，应由穆罕默德·伊敏来担任。阿不都依米提大毛拉及其头目号召维吾尔穆斯林参加“圣战”，驱逐异教徒，同时散发相关地下出版物。

### 1960年代至1970年代
1960年代中蘇交惡决裂后，苏联又开始新疆地区的分裂活动，成功策動原伊犁民族軍将领祖农·太也甫夫背叛中共，率領民族軍旧部及家眷移往蘇聯哈萨克苏维埃社会主义共和国作為煽動中国境内分離主義的籌碼。蘇聯駐伊寧領事館向民眾大派蘇僑證及開放邊境，大量民眾逃亡到蘇聯，不少都是「東突厥伊斯蘭獨立運動」的骨幹。蘇聯又在哈萨克斯坦的塔拉斯、乌兹别克斯坦的撒马尔罕设立训练中心，从逃亡苏联的中国难民中培训维吾尔族、哈萨克族特工，派遣他们回中国窃取情报、推動分裂運动。1962年5月29日，「維吾爾斯坦」組織領袖阿不都卡迪爾率領群眾攻擊當地政府機關，伊寧市政府被民眾嚴重破壞。據中國資料顯示，當時參與暴動者約56000人在蘇聯駐伊寧领事館庇護下進入苏联中亞地区，但學界認為這個數字仍然太保守。
1960年代末，托乎提库尔班、尼牙孜·乌买尔、司马义·依不拉音·哈斯木帕尔沙等建立全疆范围内的分裂组织东突厥斯坦人民革命党。1969年8月20日，麦盖提县暴乱分子抢劫县民兵武器库。向边境运动时，被公安围歼，枪支弹药及其他凶器被缴获。阿洪诺夫等10名独立分子被击毙，其余均被俘。在中央政府指示下，自治区革命委员会责成公安保卫部门在全疆进行清理，至1970年3月破获全案。全疆涉案人员达5000余人，东突厥斯坦人民革命党成员1165人，依法惩治230人，做其他处理135人。該黨於文化大革命後成立，其基層組織更已遍及整個新疆。解放军抓获12名向国外求援的人士，以及9名企图潜入国境的外国间谍。後來，由於得到蘇聯支持，其領袖阿洪诺夫曾率領部隊從喀什跑到中蘇邊境，企圖立國，但途中被捕。1979年苏联入侵阿富汗、中越战争爆发后，中苏关系极度紧张，驻扎在中苏边界西段的苏军曾经在中亚腹地进行过入侵新疆的大规模演习。文化方面，這段時期的獨立思潮主要通过讲课、作报告、著书 、写文章等形式傳播。其中較著名的書籍有《维吾尔人》、《匈奴简史》和《维吾尔古代文学》。

### 1980年代至2001年
1980年，中共中央秘書長胡耀邦採取懷柔政策，重建清真寺。他還制定了新疆六條，大致內容是：充分自治；修養生息；支援大量經費，促進農牧業生産用於新疆各族人民的迫切需要；恢復新疆文化教育科學事業；進疆幹部分批分期調回內地等。中共新疆自治區黨委在全區範圍內大規模調整各級領導班子，增加少數民族幹部比例，漢族幹部可以提前退休，也可以協助調回內地。该政策既得不到包括維吾爾在內的穆斯林民衆的支持，也得不到占新疆不到40%人口的漢族民衆的擁護。由于胡耀邦、汪锋等中央、地方领导人1980年的一系列决策，致使新疆社会人心浮动。维吾尔族民族情绪高涨，南疆的喀什、阿克苏、和田等地相继发生大规模群体性事件，（参见：1980年阿克苏“4·9”事件）。维吾尔族“排汉”情绪高涨之下，对汉族个人、群体的攻击事件不断。新疆地方政府对维吾尔族罪犯的重罪轻判，更加重维吾尔族和汉族之间的紧张关系。当年9月，新疆军区和新疆维吾尔自治区党委为安抚维吾尔族民众情绪，以未审先判的方式，判处解放军士兵高旭死刑，致使当地解放军官兵和汉族群众公开“哗变”，劫持法庭，造成震惊新疆的高旭事件。1981年，阿不都瓦依提·乌拉太也夫提出“两个离不开”，政府试图据此解决新疆问题。
1990年，巴仁乡暴乱。位於土耳其的世界伊斯蘭統一者宣佈，要協助東突厥伊斯蘭獨立運動在新疆辦學，並選擇人才到土耳其留學。亦有1000名東突厥伊斯蘭獨立運動年青成員到阿富汗塔里班游擊隊中學習戰爭，亦有不少武器由阿富汗等地偷運入疆。
1992年，以土耳其退役將校力薩・別金為指導中心，在伊斯坦布尔舉辦「東突厥斯坦民族大會」。
1993年，由新疆和田人买买提托乎提和阿不都热合曼在中国境外发起成立东突厥斯坦伊斯兰运动（簡稱东伊运），其宗旨是在新疆建立一个政教合一的“东突厥斯坦伊斯兰国”。曾在阿富汗受基地组织训练，多次制造恐怖爆炸事件，苏联解体后，此组织扩散入前苏联中亚地区国家，也多次制造爆炸事件，引起这些国家警惕，上海合作组织正是为了协作打击恐怖组织而成立的。因为東突厥斯坦伊斯蘭運動与本拉登的基地组织关系密切，很多成员本身就是基地组织的成员，所以東突厥斯坦伊斯蘭運動被中國和美國認定为非法的恐怖組織。美國對其的這個定性在國内具有争议，有學者評論美國此擧主要是爲博取中國支持它們的反恐戰爭，以及為了改善中美關係。
1996年买买提明·艾孜来提在土耳其建立东突厥斯坦解放组织，其宗旨是通过暴力恐怖手段，在新疆建立东突厥斯坦。
1996年6月，旅居德国的部分新疆籍人在慕尼黑市建立东突厥斯坦信息中心。同年11月，學生運動家多里坤·艾沙在慕尼黑市召开第一届世界维吾尔青年代表大会。1996年4月12日至5月27日，在阿克苏、乌鲁木齐、喀什等地，公安民警在侦查、追捕过程中，与暴力恐怖分子进行了6次枪战，击毙18人，击伤13人。
1997年，艾山·买合苏木和阿不都卡德尔·亚甫泉再次发起东伊运。伊宁发生二·五事件。同年，該組織策劃乌鲁木齐公共汽车爆炸案。
1998年2月14日，伊斯坦堡广州酒家（原名远洋饭店）爆炸，无人伤亡；3月5日深夜，歹徒以土制定时炸弹袭击中国驻伊斯坦堡总领事馆，无人受伤；4月5日，伊斯坦堡中国城酒楼超级商场，合伙人之一许月珍（女，41岁），遭两名男子开枪击毙，现场遗留新疆独立运动组织旗帜与手册。
1999年12月30日，警方在泽普县波斯喀木乡查获地下制爆窝点，深3米，长3米，宽2米，高1.7米，缴获电钻、电焊机、图纸、自制手雷等。
2000年2月25日，警方在莎车县卡琼乡3村抓获7人，在其家中发现地道和地下室。地道长7米，高2.5米，连结一长12米、宽3.8米、高2米的地下室，有通风和上下水设施。缴获手雷38枚，电雷管22枚，爆炸装置18个，炸药17公斤，拉火管20多个。

### 2001年以来
2001年8月13日，中國人民解放軍在新疆喀什至阿圖什之間進行軍事實彈演習。同月，警方在搜查库车县乌尊乡色根苏盖提村时，发现一家有深4米的地道，缴获制造武器弹药的各种设备及爆炸装置61枚。
2001年911事件後，中國政府利用美國所啟動的國際反恐機制，將新疆獨立運動定位成恐怖主義，以強化武力鎮壓新疆的正當性，並期望藉此來削弱國際間的批評聲浪，不過，後來得到了國際社会的追認。中國政府也推動上海合作組織打擊恐怖主義、分離主義與极端主義等「三股勢力」。
2004年4月16日，東突厥斯坦民族大會與世界維吾爾青年代表大會兩個組織在德國慕尼黑市合併為新的單一組織──世界維吾爾代表大會。世界維吾爾代表大會每年接受美國國會支持的美国国家民主基金会资助。9月14日，東突厥斯坦流亡政府在美國華盛頓成立。
2004年，“维吾尔人权项目”从“美国维吾尔协会”中剥离单独接受美国国家民主基金会资助。
2005年9月29日，东突厥斯坦解放组织以錄像方式用維吾爾語向外宣佈開始動用一切手段向中國政府發動武裝戰爭。同年10月6日，位于中华人民共和国境内的东突厥斯坦解放组织天山狮子队通过东突厥斯坦信息中心向BBC转交了一份 声明，正式向中国政府展开武装暴动。
2006年11月，曾三度獲提名諾貝爾和平獎的热比娅·卡德尔被選为世維會第二屆主席。
2008年新疆反政府示威發生。4月11日，中華人民共和國公安部發現东突厥斯坦解放组织策劃在北京奧運期間發動暴力襲擊，包括了對外國記者、游客、運動員進行綁架。
2008年8月4日，新疆西部城市喀什遭遇恐怖袭击，喀什公安边防部队被两名维吾尔族男子用爆炸物等袭击，造成17人死亡、15人受伤。中國警方初步怀疑是东伊运所为。
2008年8月10日凌晨，新疆西部城市库车发生爆炸案，导致至少两人死亡，另有五名犯罪嫌疑人被当场击毙。爆炸案系不法分子乘出租车向当地公安机关和工商管理所等处投掷自制爆炸物所致。五名犯罪嫌疑人被当场击毙，炸毁两辆警车。其间，两名公安民警和一名保安负伤。
2009年7月5日，因6.26事件逾时得不到解决为导火索，乌鲁木齐暴乱爆發，197人死亡、1700多人受伤，331个店铺和1325辆汽车被砸烧，众多市政公共设施被损毁。新疆首府烏魯木齊聚居了超過75%的漢人，7月7日數千名漢人开始上街抗議，情緒激動。中方指暴亂只是由熱比婭策劃，強調與民族、宗教等問題完全無關。
2011年7月18日，发生和田7·18严重暴力恐怖事件。暴恐分子先后袭击了税务所和和田市纳尔巴格街公安派出所。在袭击税务所时造成2名税务所干部受伤。在袭击派出所时，暴力恐怖分子劫持人质6名，杀害1名联防队员（协警员），杀害2名在派出所办事的群众（当时也是人质，不包括在前述6名人质中），重伤2名群众。暴恐分子还在派出所楼顶升起写有“真主至大，以真主名义开始”的伊斯兰圣战黑旗。
2011年7月30日，发生喀什暴力恐怖袭击事件。
2012年6月29日，发生天津航空7554号班机劫机事件。
2013年4月23日，新疆喀什巴楚縣發生襲擊事件，造成15名警察與社工死亡，6名嫌犯喪生，8人被捕。中國政府把這起事件定性為「嚴重恐怖襲擊事件」，但世界維吾爾人大會發言人迪里夏提表示，是中國政府粗暴闖進維吾爾人的家中清查引發衝突，期間一名公安人員開槍打死一名維族青年而引發進一步的衝突，之後中國武裝人員到現場鎮壓造成人員傷亡。
2014年3月1日，云南昆明发生2014年昆明火車站暴力恐怖襲擊事件，造成至少35人死亡，143人受伤，警方執法時起事五名犯罪者中四人堅不投降於是被擊斃，另外一名16歲女嫌被捕，因為懷有身孕而開赦免於死刑。中國官方宣稱此一事件為疆独势力的暴力恐怖袭击。
2015年2月5日，《環球時報》報導伊斯蘭國過去半年處決120名成員，其中包括3名中國籍東突厥伊斯蘭運動成員，其中一人因對伊斯蘭國現況感到失望而想逃走，但被舉報後槍決；而另外兩名企圖逃離伊斯蘭國，結果被斬首。

### 2017年以來
2017年2月和5月，中國聲稱世界維吾爾代表大會联合東突厥斯坦教育與團結協會分别在境外召开两次会议，提出要建立武装力量，统合境外“东突”势力，为在新疆制造暴力袭击活动做准备。
2018年，中國聲稱世维会原副主席塞依提·土木吐鲁克与400名身穿军装的“东突”分子持枪录制视频，扬言要在中国发动暴力袭击。
2018年以來，美國等西方国家指控中国的新疆职业技能教育培训中心中存在語言及文化清洗，报道称再教育营破坏了维吾尔族的伊斯兰信仰，拒絕服從的人會遭到酷刑。一些妇女表示曾被迫接受绝育手术，有学者形容其为“人口灭绝”或“种族灭绝”。中華人民共和國政府多次驳斥這些是美國等西方國家為了抹黑其而捏造的不實訊息，声称这些指控所引述的证据几乎全部是口述证词，缺乏实质性的直接证据。
2019年3月，中國聲稱世维会原主席热比娅通过网络发布一段音频，透露了東突厥斯坦教育與團結協會和东伊运合作、并向叙利亚输送“圣战”分子的“事实”。
2021年4月11日，美国FBI前翻译西贝尔·埃德蒙兹2015年的采访视频中说出：“新疆是中国能源的大动脉。我们想要逐渐在中国内部打性别牌、种族牌，说新疆的少数民族没有自己的土地，我们要帮助他们，他们遭受压迫，说中国在屠杀他们、折磨他们。”；美国的计划就是把在阿富汗、乌克兰、伊拉克使用的办法炮制到新疆上来，凭空制造话题，趁虚而入。埃德蒙茲曾在911襲擊後以外判身份入職FBI約6個月，2002年4月被解僱，之後以「吹哨人」的角色與FBI對薄公堂，2005年11月被法庭判决敗訴。
2022年8月31日，聯合國人權事務高級專員發表《評估新疆狀況的報告》，指新疆有嚴重侵犯人權情況，並認為虐待維吾爾族的指控可信。報告指出，中國對維吾爾族和穆斯林的待遇可能構成危害人類罪。報告的結論是，該省「發生了嚴重的侵犯人權行為」，報告將其歸因於中國針對維吾爾穆斯林和其他穆斯林少數群體的「反恐和反極端主義戰略的應用」。報告也顯示，「關於酷刑或虐待模式的指控，包括強迫醫療和惡劣的拘留條件，是可信的，對個別性暴力和基於性別的暴力事件的指控也是可信的」。聯合國人權辦公室也在報告中提出的建議，中國政府應迅速采取「釋放所有被任意監禁在新疆維吾爾自治區或任何其它拘留中心的個人」，以及提供確切的位置和下落給拘留者的家屬知道，並幫助建立「安全的溝通渠道」，讓其家人團聚。報告也建議，中國政府應廢除任何不符合國際標准的法律，迅速調查關於在拘留營地和其他拘留設施中侵犯人權的指控，包括關於酷刑、性暴力、虐待、強迫醫療以及強迫勞動和死亡報告的指控。对此，中华人民共和国常驻日内瓦办事处和瑞士其他国际组织代表团在回应中表示“坚决反对这份报告，其无视了新疆当地的人权成就以及恐怖主义对新疆各民族造成的伤害。其基于反华势力捏造的虚假信息所发表的报告不仅扭曲了中国的法律制度，干涉了中国内部事务，还违背了对话合作和不把人权政治化的原则，损害了联合国人权事务高级专员办事处的公信力。中国政府秉持‘幸福生活（living a happy life）’是首要人权，并坚持推动符合中国国情的人权建设，如今新疆社会稳定，经济发展，文化繁荣，宗教和谐，各民族可以和平和满意的幸福生活在此，就是对人权最好的保护和实践。”此外，回应中还写道中国接待了联合国人权高级专员前往新疆的访问，专员在新疆与各行各业人士深入交流，还前往了任何她想去的地方，最后她前往了广州会见记者并发表了一份正式说明，但这份报告与正式说明的内容完全矛盾。以及“出于驳斥谎言、讲清真相的目的，若联合国人权办公室要发布《评估新疆维吾尔自治区人权状况的报告》，请附上本回应及附件中的报告《打击新疆的恐怖主义和极端主义：真相和事实（Fighting Terrorism and Extremism in Xinjiang: Truth and Facts）》”。